# Lennart A. Salomon

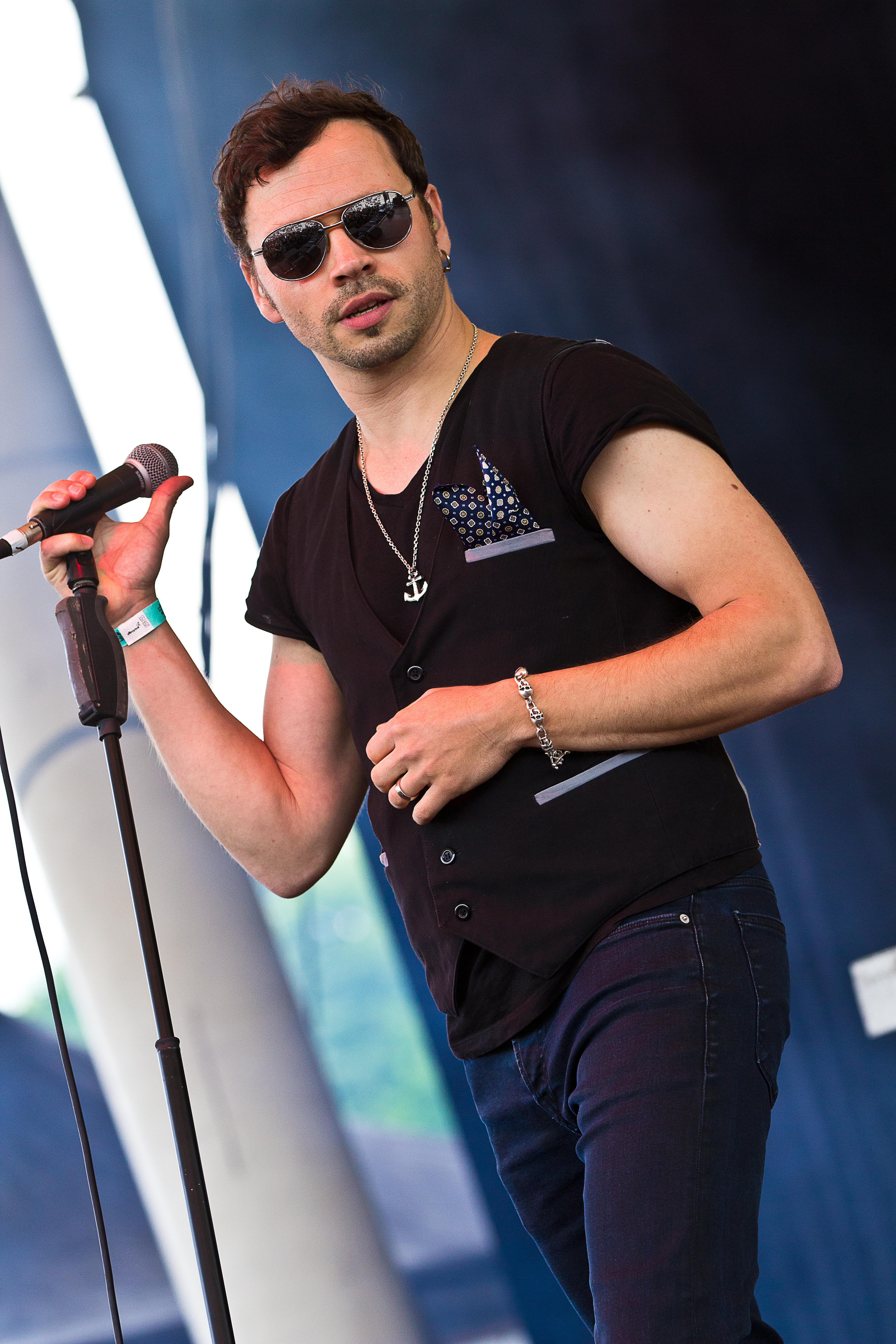
Lennart A. Salomon mit Sono auf dem Blackfield Festival 2015

Lennart Alexander Salomon (* 17. August 1978 in Frankfurt am Main) ist ein deutscher Musiker, Singer/Songwriter, Komponist und Produzent. Er ist bzw. war Sänger und Gitarrist der Bands Sono sowie Jerobeam. Außerdem schreibt und produziert er die Musik der Grimme-Preis-nominierten Kinderserie „Ein Fall für die Erdmännchen“.

## Leben
Lennart A. Salomon verbrachte seine Kindheit in Hamburg und einige Jahre seiner Jugend in Epsom, Surrey, England, wo er von 1989 bis 1991 die „Deutsche Schule London“ besuchte. Anschließend kehrte er nach Hamburg zurück. Sein Abitur legte er 1998 am musischen Albert-Schweitzer-Gymnasium in Hamburg ab. Salomon erhielt zwischen 1998 und 2000  eine Ausbildung zum Werbekaufmann bei der Werbeagentur Grabarz & Partner. Parallel dazu begann er seine musikalische Karriere.
Heute lebt er mit Frau und zwei Kindern in Schleswig-Holstein.

## Musikalische Laufbahn
Der Einfluss von Popmusik auf Lennart A. Salomons Schaffen ist auf die Plattensammlung seiner Eltern zurückzuführen, die ihn von klein auf faszinierte und prägte. Während seiner Schulzeit sammelte er Erfahrungen durch  Bandprojekte, erste Studiobesuche und  Konzertbesuche.
Seine musikalische Ausbildung umfasste Klavier, Geige und Chorgesang, was ihm einen soliden klassischen Hintergrund für seine Musiklaufbahn verlieh. Außerdem erhielt er Unterricht am Schlagzeug und brachte sich Gitarre autodidaktisch bei.
Dies führte schließlich 1999 zum Entschluss, die Musik zu seinem Beruf zu machen.
Im Jahr 2000 begann  Salomon daher ein Studium für angewandte Musikwissenschaften. Allerdings entschied er sich zwei Jahre später, das Studium abzubrechen, um sich ausschließlich der Musik zu widmen.
2001 stieß er zu Florian Sikorski und Martin Weiland. Gemeinsam gründeten sie Sono. 2003 gründete Lennart A. Salomon Jerobeam, das ab dem zweiten Album bis zur Auflösung 2009 mit Benny Greb und Thomas Merkel eine feste Besetzung erhielt. Mit Malte Hagemeister, Florian Walberg (Ex-Bed & Breakfast) und Neil Hickethier unterhielt er außerdem das Projekt Quietschboyz.
Neben seinen Arbeiten als Sänger, Sprecher, Komponist und Produzent für verschiedene TV-Formate sowie Werbespots, begleitete er als Sänger, Gitarrist oder Keyboarder Musiker wie Max Mutzke, Joachim Witt, James Blunt, Kerstin Ott und Heinz Rudolf Kunze.
Darüber hinaus gab  Salomon  einige Jahre  Gesangs- und Gitarrenunterricht, u. a. von 2014 bis 2016 als Vocal Coach an der Modern Music School in Hamburg oder 2014 und 2015 als Gitarrenlehrer an der Volkshochschule in Tornesch sowie von 2016 bis 2020 im „Das Musiklädchen“ in Uetersen. Heute bietet er gelegentlich Songwriting-Workshops an.
Seit 2020 widmet er sich wieder verstärkt seiner Solokarriere und brachte mit This (2020) und That (2022) zwei Soloalben heraus.

## Diskografie

### Alben
Jerobeam
- 2002: What's the deal?!
- 2004: Confidential Breakfast
- 2008: How one becomes what one is

Sono
- 2002: Solid State
- 2005: Off
- 2006: RMXD
- 2007: Panoramic View
- 2009: Plus
- 2016: Backyard Opera
- 2018: Human
- 2020: 20 Years - The Singles
- 2023: In The Haze
- 2025: Lost Lover Motel

Lennart A. Salomon
- 2014: Ungeschliffen, EP
- 2020: This
- 2022: That
- 2024: Travels

### Features
- 2003: Super Preachers Smell of Diesel
- 2005: Markus Gardeweg Hello
- 2006: Alexander Kowalski What U Gonna Do
- 2006: Sascha Appel & DerBreuer Tokyo Tapes
- 2007: Tocadisco Better Begin
- 2008: Tocadisco Give It Back
- 2011: Tocadisco Alright
- 2012: Bertil Mark Überlove
- 2013: Tocadisco Get Away
- 2014: Tocadisco Frozen
- 2022: Morphose Spin the wheel
- 2022: Morphose Encounter
- 2023: DSTR Bad Kingdom
- 2023: Morphose Sounio
- 2023: Morphose Open shutter

### Songwriting mit/für andere Künstler
- 2004: Carmen Fenk In Love With You Again
- 2004: The Disco Boys I'm Here On My Own
- 2008: Max Mutzke Backyard
- 2010: Jean Elan What It Takes
- 2011: Thomas D Lektionen in Demut 11.0
- 2011: Zweitfrau Date Me
- 2011: Anna Rossinelli 100 Days
- 2013: Maybebop Alles in den Genen
- 2016: Chris Töpperwien California Sun
- 2016: Greta Sonne im Gepäck
- 2017: Lotto King Karl Elvis lebt in Bielefeld
- 2017: Lotto King Karl Lass mich in Ruhe
- 2017: Michael Schulte Pocket full of gold
- 2020: Orange Blue Alles anders
- 2020: Ben Zucker Ich lass' Dich geh'n
- 2022: Neptunica, Martin Trevy, Paul Schulze Under the night
- 2023: DSTR Making that sound
- 2023: Rotoskop You move me

## Auszeichnungen
- 2002: Billboard Club Track of The Year für Sono Keep Control
- 2004: Gold-Auszeichnung für Carmen Fenk In love with you again
- 2014: Finalteilnahme beim Panikpreis der Udo Lindenberg Stiftung
- 2016: Grimme-Preis-Nominierung für „Ein Fall für die Erdmännchen“
- 2018: Nominierung für den German Songwriting Award
- 2023: Platin- & Goldauszeichnungen für Ben Zucker Ich lass' dich geh'n[1]